# Diego Ramírezeilanden
De Diego Ramírezeilanden (Spaans: Islas Diego Ramírez) vormen een groep onbewoonde eilandjes in de Grote Oceaan, op ongeveer 93 kilometer ten zuid-zuidoosten van de Ildefonso-eilanden en zo'n 105 kilometer ten zuidwesten van Kaap Hoorn. Hoewel men Kaap Hoorn vaak als zuidelijkste punt van Zuid-Amerika beschouwt, zijn de Diego Ramírezeilanden – nog preciezer, Águila-eiland – daadwerkelijk het zuidelijkste punt.
De Diego Ramírezeilanden moeten niet worden verward met het eveneens Chileense Ramirezeiland.

## Geografie
De eilandengroep is slechts 1 km² groot. De eilandengroep bestaat uit 16 eilanden: een noordelijke groep van 6 eilandjes en een zuidelijke groep van 10 eilandjes. De twee grootste eilanden, Isla Bartolomé en Isla Gonzalo behoren beide tot de zuidelijke groep.
De eilandengroep behoort tot de gemeente Cabo de Hornos, in de regio Magallanes y la Antártica Chilena in Chili. Het hoogste punt van de eilanden is 179 meter hoog. De eilandengroep is onbewoond, maar wordt wel gebruikt als een (weer)station van de Chileense Marine.

## Klimaat
De eilanden hebben vrij zachte winters en koele zomers. De maximumtemperatuur op de eilanden stijgt vrijwel nooit boven de 15°C uit. In januari is de temperatuur gemiddeld het hoogst met 9,5°C en in juli het laagst met 5,1°C. De eilanden hebben een gemiddelde temperatuur van 5,2°C. Er valt in de Diego Ramírezeilanden jaarlijks gemiddeld 1360 mm regen. In maart valt er de meeste en in oktober de minste regen.

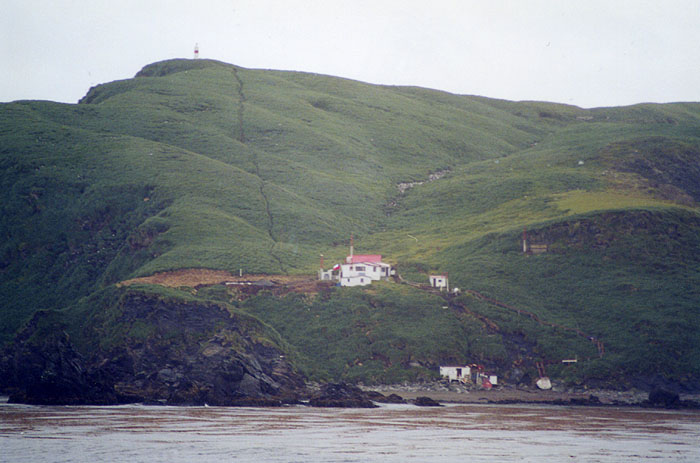
Het station van de Chileense Marine. Op de top van de heuvel staat een baken.

## Geschiedenis
De eilanden werden voor het eerst gezien op 12 februari 1619 tijdens een ontdekkingsreis op initiatief van koning Filips III van Spanje. Diego Ramírez de Arellano, een Spaanse zeevaarder en kosmograaf, was een navigator op de reis waarin deze eilanden werden ontdekt. De eilanden waren op dat moment het zuidelijkste stuk land dat de Europeanen ooit hadden ontdekt, totdat 156 jaar later de Zuidelijke Sandwicheilanden werden ontdekt.
In 1892 hadden de Chilenen de macht over de eilanden en ze verhuurden de eilanden aan Pedro Pablo Benavides. Hij mocht hier een visserij-industrie gaan oprichten, maar moest wel een vuurtoren, een school en een haven bouwen. Deze werden later afgebroken.